# Prišlin
Prišlin falu Horvátországban Krapina-Zagorje megyében. Közigazgatásilag Hum na Sutlihoz tartozik.

## Fekvése
Krapinától 18 km-re északnyugatra, községközpontjától 3 km-re délnyugatra fekszik.

## Története
A településnek 1857-ben 239, 1910-ben 437 lakosa volt. Trianonig Varasd vármegye Pregradai járásához tartozott. 2001-ben 399 lakosa volt.

## Nevezetességei
- Szent Péter és Pál apostolok tiszteletére szentelt plébániatemploma.[2] A templom elődje 1639-ben már állt, 1700-ban kápolnát építettek hozzá. 1799-ig a tabori plébánia filiája volt, ekkor emelték plébániatemplommá. A mai templom klasszicista stílusú, harangtornya a homlokzatból emelkedik ki. A homlokzatot Szent Péter és Szent Pál szobrai díszítik. A plébánia feljegyzéseiben az szerepel, hogy a templomot helybeli mesterek építették Benjamin della Marine itáliai építész irányításával. Berendezését a 19. század közepén Grazban és Bécsben készítették.
- A plébánia emeletes épülete 1843-ban készült klasszicista stílusban.